# 전륭법
전륭법(田隆法, 1985년 11월 29일~)은 대한민국의 은퇴한 축구 선수로 포지션은 수비수였으며, 은퇴 후에는 배우로 활동하고 있다.